# Stenalcidia vacillaria
Stenalcidia vacillaria là một loài bướm đêm trong họ Geometridae.